# Hole

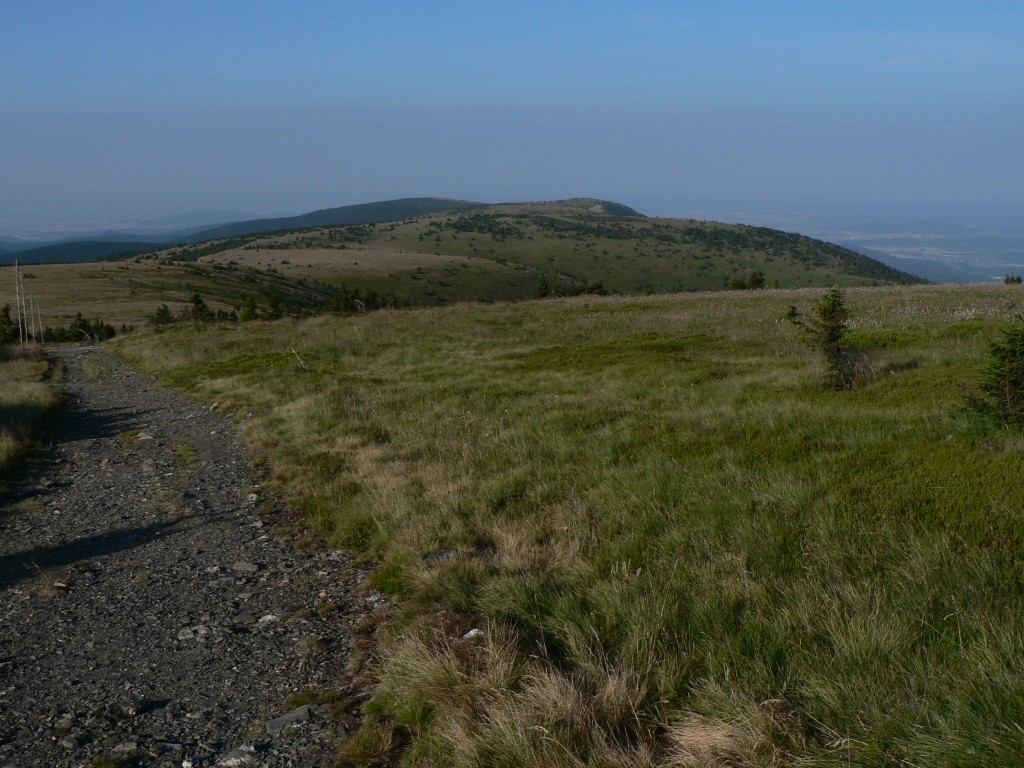
Hole nad hranicí lesa na hřebeni Hrubého Jeseníku

Hole neboli hola (německy Holle), ze slovenského hoľa (horská hole) je travnatý ekosystém, vyskytující se nad horní hranicí lesa v tzv. subalpinském pásmu. Jeho spodní hranici tvoří pásmo kleče či vlajkových smrčin. Typickými druhy rostlin je vysokohorská květena, často endemického charakteru (Hrubý Jeseník, Krkonoše). V České republice se hole vyskytují pouze v Krkonoších, Hrubém Jeseníku a na Králickém Sněžníku. Na Slovensku jsou typické zejména pro Nízké Tatry a Malou Fatru.

## Hole v Česku

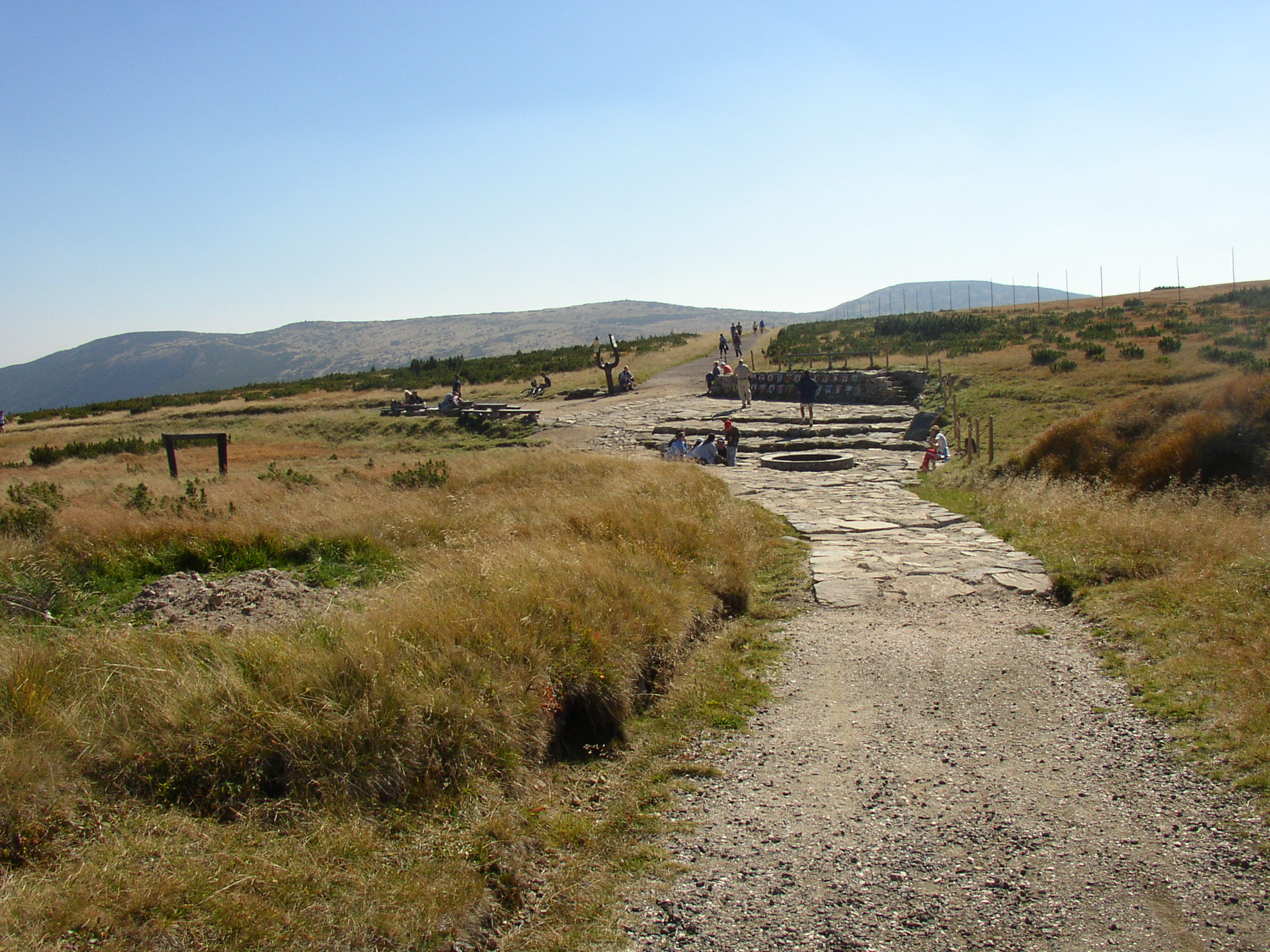
Hole v Krkonoších (oblast pramene Labe
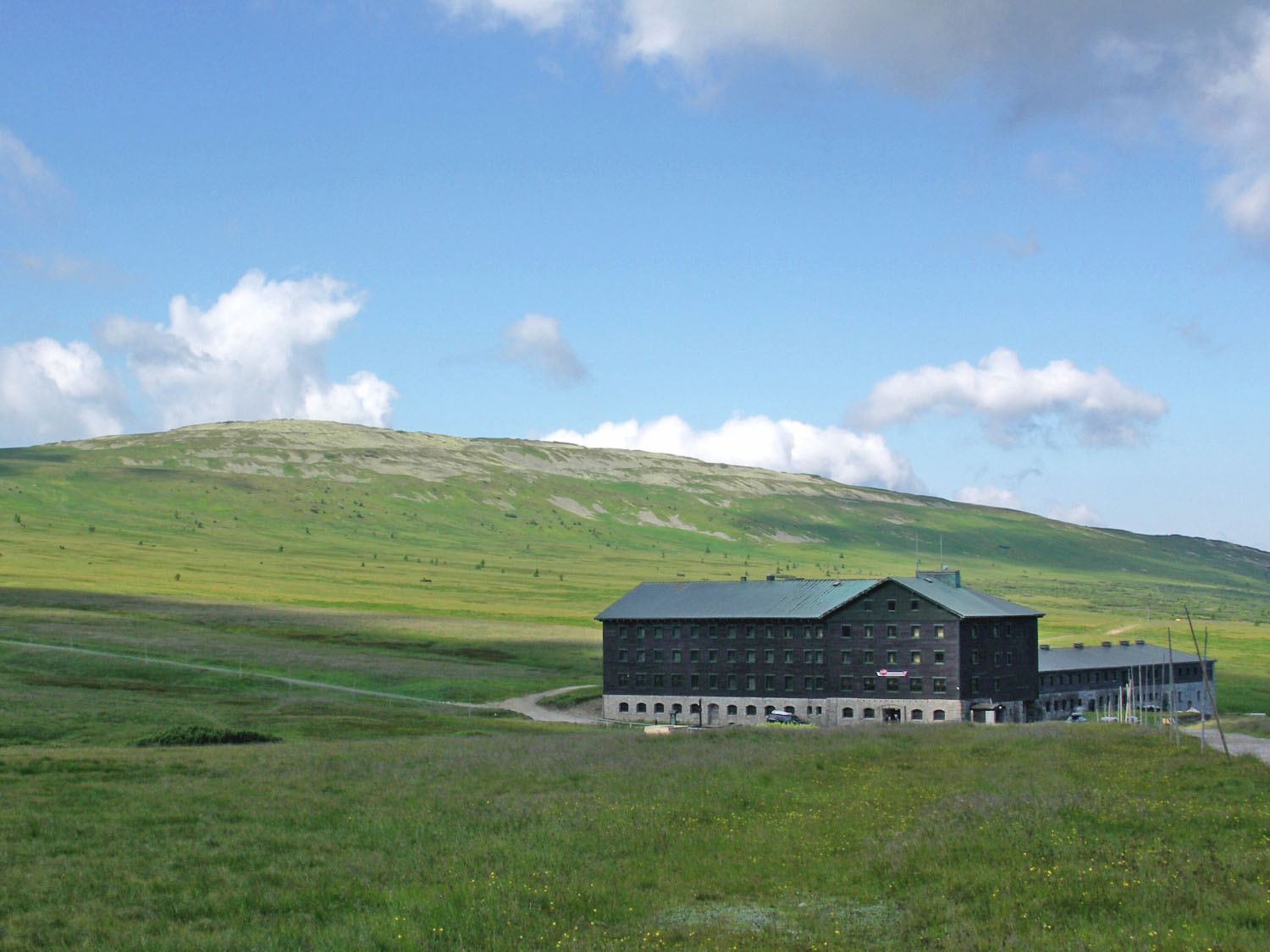
Hole v Krkonoších (okolí Luční boudy)
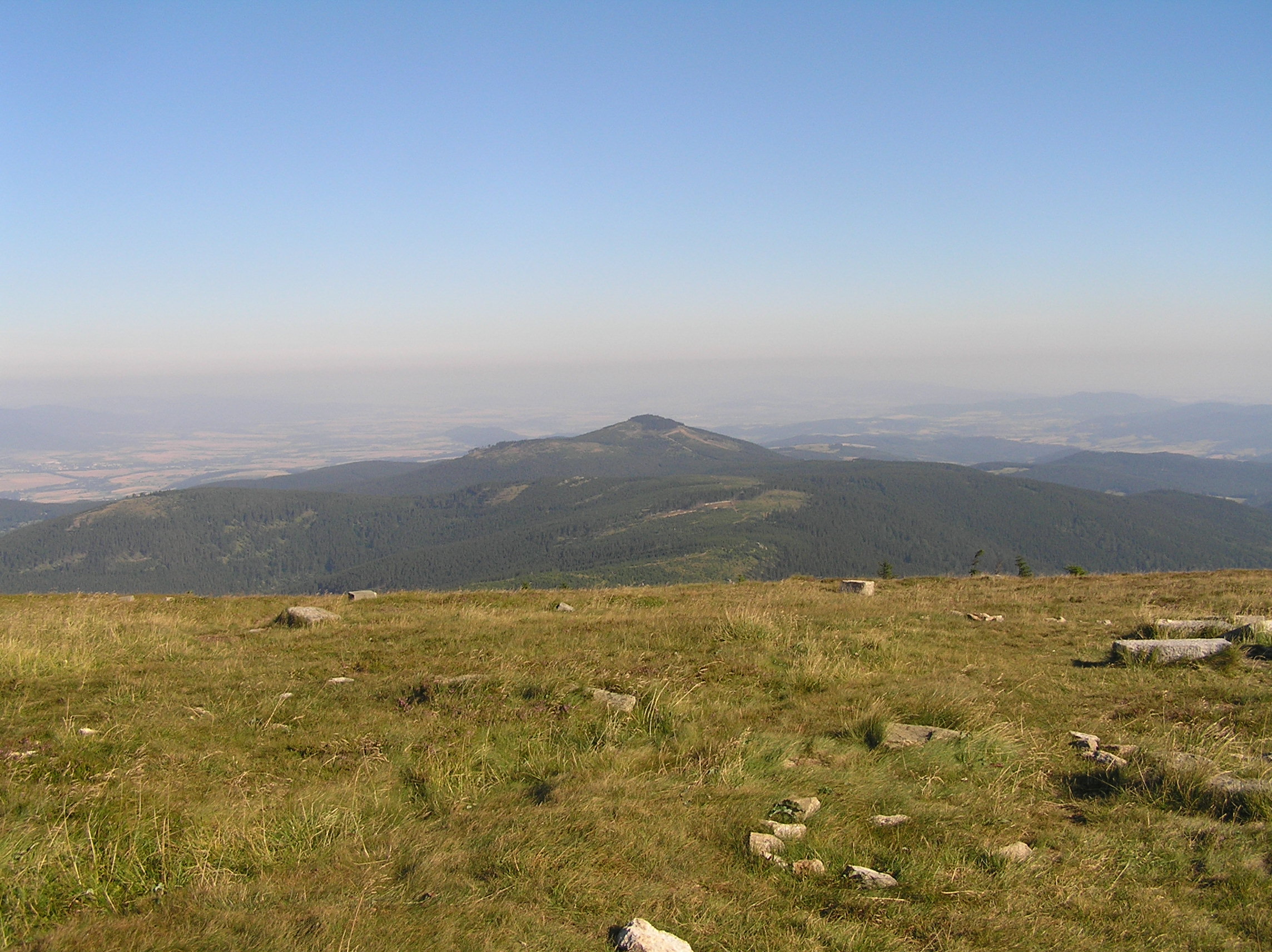
Hole na vrcholu Králického Sněžníku
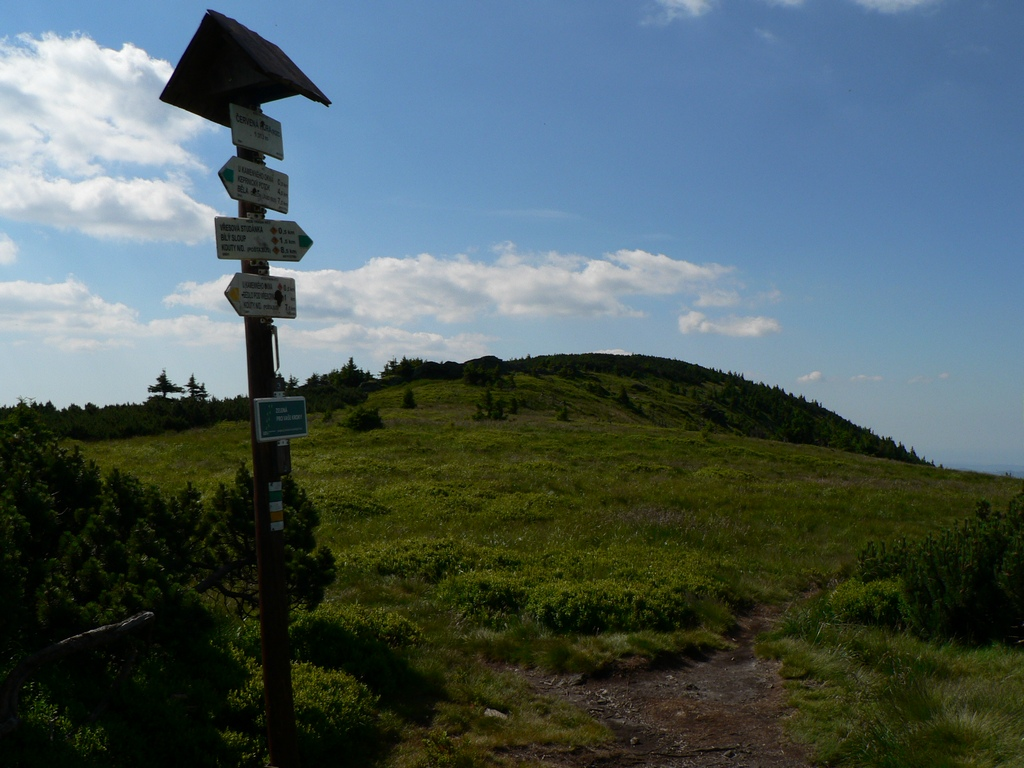
Malá hole v Hrubém Jeseníku (vrchol Červené hory)